# Мандру, Робер
Робер Мандру (фр. Robert Mandrou; 31 января 1921 — 25 марта 1984) — французский историк, представитель второго поколения Школы «Анналов». Ученик Люсьена Февра. Учёный секретарь журнала «Анналы» (1954—1962). С Жоржем Дюби является родоначальником направления «История ментальностей».

## Биография
Родился в рабочей семье (мать — швея, отец — железнодорожник). Получив стипендию, с 1932 по 1939 год учился в средней школе в Сент-Этьене и слыл «трудным подростком». Во время Второй мировой войны отбывал трудовую повинность, сначала в качестве рабочего в Брауншвейге, затем в качестве лесоруба в Граце (Германия).
По возвращении во Францию, не имея никакого диплома, учился в промежутках между работой — школьного надзирателя. В 1950 году сдал квалификационный экзамен на звание преподавателя. В 1950—1954 годах преподавал в лицее Паскаля в Клермоне, а в 1954—1957 годах в лицее Вольтера в Париже. Из-за туберкулеза был вынужден на год (1955—1956) оставить работу.
Одним из членов квалификационной комиссии был Фернан Бродель, который отметил Мандру и в последующем познакомил его с Люсьеном Февром. После переезда в Париж в 1954 году Мандру был Февром введен в секретариат журнала «Анналы». В период 1954—1962 годов опубликовал в журнале 17 статей и 40 рецензий. После смерти Февра заменил его в качестве преподавателя в Практической школе высших исследований (Париж). В 1958 году совместно с Жоржем Дюби опубликовал труд «История французской цивилизации», который положил начало новому направлению исторической науки — истории ментальностей. В 1961 году опубликовал книгу «Франция раннего Нового времени, 1500—1640: Эссе по исторической психологии», написанную на основе исследовательского плана и материалов Февра и собственных 10-летних исследований. Из-за конфликта с Фернаром Броделем, по поводу интеллектуального наследия Люсьена Февра, Мандру в 1962 году покинул журнал «Анналы».
В 1968—1980 годах — профессор в Университете Париж X — Нантер. С 1980 года в отставке по болезни.

## Книги
- История французской цивилизации. В 2 тт. Париж. 1958. (в соавторстве с Жоржем Дюби).
- Франция раннего Нового времени, 1500—1640: Эссе по исторической психологии. Париж. 1961.
- Массовая культура во Франции в XVII—XVIII вв. Париж. 1964.
- Классы и классовая борьба во Франции в XVII в. Флоренция. 1965.
- Франция в XVI—XVII вв. Париж. 1967.
- Магистраты и колдуны во Франции в XVII в. Париж. 1968. (Докторская диссертация).
- Фуггеры, землевладельцы Швабии (конец XVI в.). Париж. 1969.
- Людовик XIV и его время. Париж. 1973.
- Владение и колдовство во Франции в XVII в. Париж. 1979.

## Публикации на русском языке
- Франция раннего Нового времени, 1500—1640: Эссе по исторической психологии /Пер. с фр. Андрея Лазарева. — М.: Издательский дом «Территория будущего», 2010. (Серия «Университетская библиотека Александра Погорельского»). — 328 с. — 1000 экз. — ISBN 978-5-91129-067-2